# Déodat de Séverac

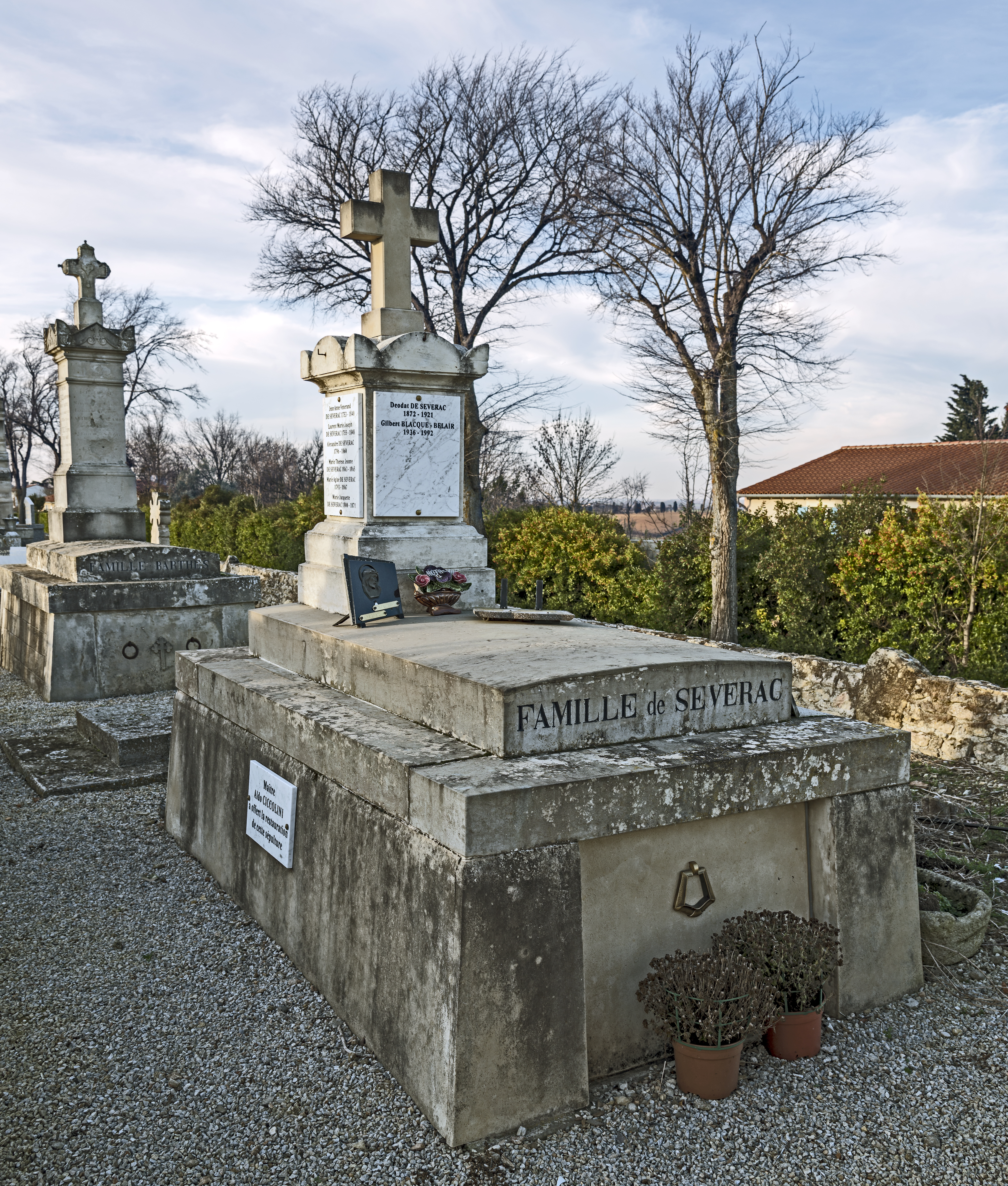
Grób Déodata de Séverac

Marie Joseph Alexandre Déodat de Séverac, baron de Beauville (ur. 20 lipca 1872 w Saint-Félix-Lauragais, zm. 24 marca 1921 w Céret) – francuski kompozytor.

## Wybrane kompozycje
Utwory na fortepian
- Le Chant de la terre (1900)
- En Languedoc (1904)
- Baigneuses au soleil (1908)
- Cerdaña (1904-1911)
- En vacances (1912)
- Sous les lauriers roses (1918)

Opery
- Le cœur du moulin, poemat liryczny w dwóch aktach (1908)
- Héliogabale, tragedia liryczna w trzech aktach (1910)